# Fürst Seppl
Fürst Seppl ist ein deutsches Stummfilmlustspiel aus dem Jahr 1915 mit Erich Kaiser-Titz in der Titelrolle.

## Handlung
Heinrich III., regierender Chef eines kleinen Duodezfürstentums, hat die Etikette und das ganze höfische Tamtam daheim so satt und beschließt daher eines Tages, sich mit seinem Kammerdiener Hies bei Nacht und Nebel aus dem Staub zu machen. In den Bergen Tirols will er, ganz inkognito, als Bergführer Seppl erst einmal ausspannen und die herrliche Natur genießen. Da kommt ihm die Liebe in die Quere in Gestalt der hübschen Tochter eines gräflichen Generals.
Dessen Familie hat „Fürst Seppl“ nämlich als Bergführer gebucht. Doch die junge Dame ist mitnichten solo und hat einen kauzigen Verehrer namens Baron Itzenplitz am Hals, den sie demnächst heiraten soll. Es dauert nicht lange, da verliebt sich des Grafen Töchterlein auch in den kernigen Seppl, der ihr nun allmählich gestehen muss, wer er wirklich ist. Schließlich streift er seine Sepplkluft ab und das Fürstengewand über und bittet die verdutzte junge Frau um ihre Hand.

## Produktionsnotizen
Fürst Seppl, versehen mit dem Untertitel „Eine drollige Hofgeschichte“, entstand zum Jahresbeginn 1915 im Messter-Film-Atelier in der Blücherstraße 32 sowie bei Stuben am Arlberg (Außenaufnahmen). Das Lustspiel passierte die Filmzensur im März 1915 und wurde noch im selben Monat in Berlins Marmorhaus uraufgeführt. Der Dreiakter hatte eine Länge von lediglich 835 Metern.

## Kritik
„Der Meßter-Film ‚Fürst Seppl‘ ist ein Lustspiel aus der vornehmen Gesellschaft von geradezu ergötzlichem Humor. (…) Die einzelnen, gut gezeichneten Figuren des Films, z.B. die des Barons Itzenplitz, des Bräutigams der späteren Braut des Fürsten, heben noch die Vorzüge dieses wirklichen Lustspielschlagers.“